# Pavlov u Loštic

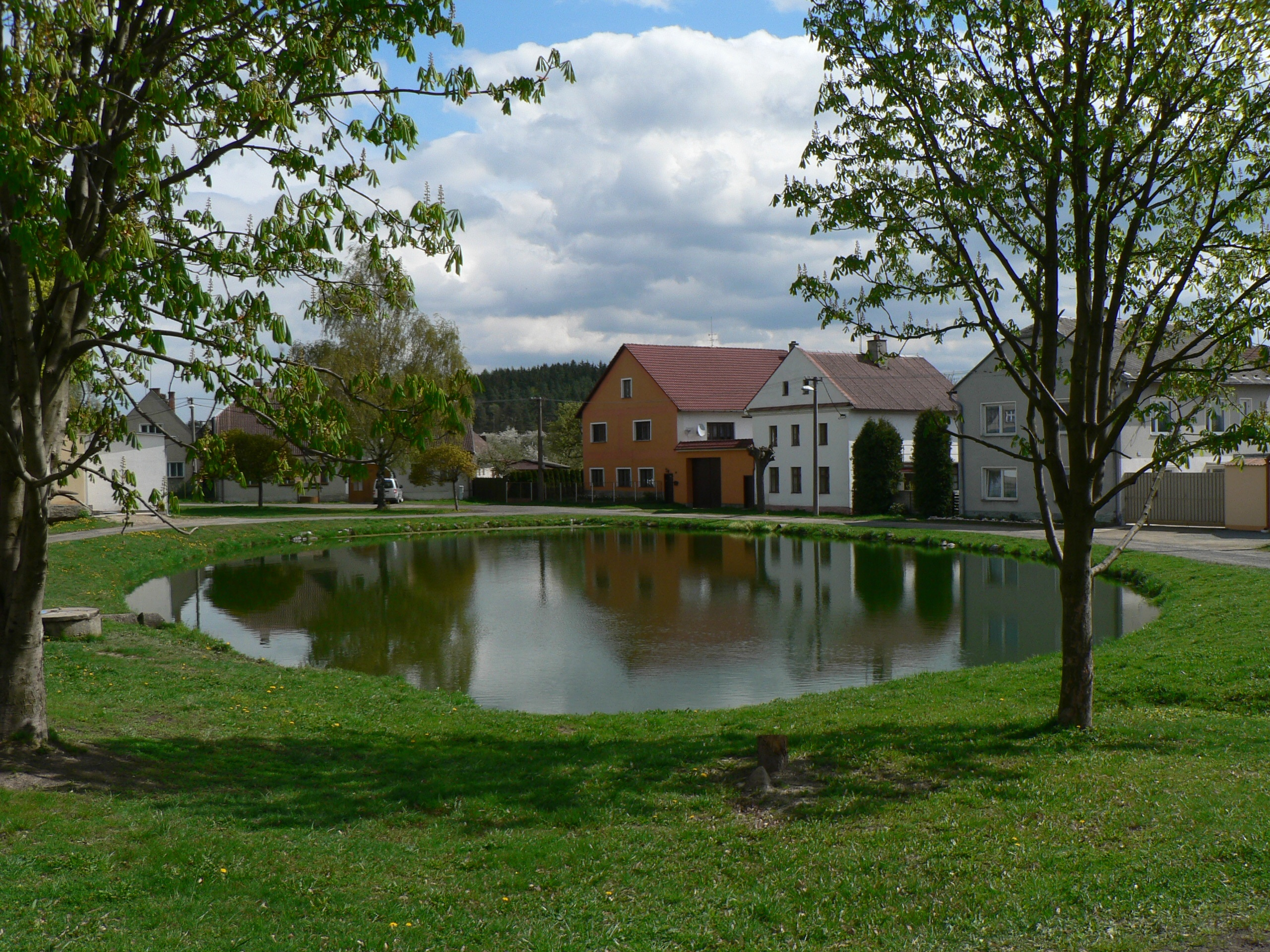
Dorfanger von Pavlov

Pavlov (deutsch Pawlow) ist eine Gemeinde in Tschechien. Sie liegt fünf Kilometer südwestlich von Mohelnice und gehört zum Okres Šumperk.

## Geographie
Pavlov befindet sich in der Bouzovská vrchovina (Busauer Bergland) auf einem Sattel über den Tälern der Třebůvka, Radnička und des Podhrádek. Nordöstlich erhebt sich die Horka (374 m) und im Südwesten die Skalka (371 m).
Nachbarorte sind Svinov und Líšnice im Norden, Újezd und Horní Krčmy im Nordosten, Žádlovice, Bradlec und Vlčice im Osten, Lechovice und Markrabka im Südosten, Jeřmaň, Radnický Mlýn und Radnice im Süden, Vranová Lhota und Veselí im Südwesten, Vacetín, Střítež und Malá Střítež im Westen sowie Zavadilka im Nordwesten.

## Geschichte
Die erste schriftliche Erwähnung des zum Freigut Líšnice gehörigen Dorfes Pavlov erfolgte im Jahre 1355. Lechovice gehörte ebenfalls zu Líšnice, es wurde erstmals 1490 im Zuge des Verkaufs der Herrschaft an Hans Haugwitz von Biskupitz auf Burg Bouzov als wüstes Dorf genannt. Wahrscheinlich war es 1468 beim Einfall der ungarischen Truppen erloschen. Im 16. Jahrhundert wurde Lechovice wieder besiedelt und zu einem selbstständigen Gut mit Feste, Hof und Brauerei ausgebaut, dem die Dörfer Pavlov, Radnice und Lhotka untertänig waren. Später entstand in Lechovice noch eine Brennerei und Schäferei. Während des Dreißigjährigen Krieges verödete die Gegend. 1667 sind im Hufenregister für Lechovice 49 Anwesen ausgewiesen, von denen 25 wüst lagen. Ähnlich verhielt es sich in Pavlov, hier lagen von 33 Wirtschaften 13 brach. Nach zahlreichen Besitzerwechseln erwarben 1717 die Olmütz Kartäuser das Gut Lechovice und schlugen es ihrer Herrschaft Doubravice zu. Der Hof Lechovice wurde nach der Aufhebung des Ordens im Zuge der Josephinischen Reformen parzelliert. Zu Beginn des 19. Jahrhunderts wurde in Pavlov eine utraquistische Dorfschule eingerichtet. 1834 lebten in den 36 Häusern von Lechovice 227 Menschen. Pavlov bestand aus 41 Häusern, die von 369 Menschen bewohnt wurden. Die Bewohner lebten von der Landwirtschaft. Bei Schweine / Svinov erfolgte ab 1831 durch das Unternehmen Gessner&Pohl aus Müglitz Bergbau auf Graphit. Außerdem betrieb die Eisenhütte Marienthal eine Eisenerzgrube.
Nach der Aufhebung der Patrimonialherrschaften bildete Pavlov/Pawlow mit dem Ortsteil Lechovice / Lechowitz ab 1850 eine Gemeinde im Bezirk Hohenstadt. 1889 erfolgte eine Teilung Dorfschule in eine tschechische und eine deutsche Schule. Die deutsche Schule wurde 1918 geschlossen. 1930 lebten in der Gemeinde Pavlov 420 Tschechen und 30 Deutsche. Die überwiegend tschechischsprachige Gemeinde verblieb 1938 nach dem Münchner Abkommen bei der Tschechoslowakei. Sie wurde dem Okres Litovel zugeordnet und lag direkt südlich der Grenze zum Deutschen Reich, das nördliche Nachbardorf Schweine gehörte bis 1945 zum deutschen Landkreis Hohenstadt. Nach dem Zweiten Weltkrieg wurden die Deutschen vertrieben und die Gemeinde Pavlov in den Okres Zábřeh zurückgegliedert. 1961 wurde die Gemeinde dem Okres Šumperk zugeordnet und zugleich Svinov und Zavadilka als neue Ortsteile angeschlossen. 1976 wurden Radnice und Veselí (mit Vacetín) eingemeindet. Svinov und Zavadilka verloren 1980 ihren Status als Ortsteile. Im Jahre 2001 hatte Pavlov (54 Wohnhäuser) 206 Einwohner, Lechovice (26 Häuser) 86 Einwohner, Radnice (27 Häuser) 86 Einwohner, Svinov (16 Häuser) 59 Einwohner, Zavadilka (16 Häuser) 50 Einwohner, Veselí (18 Häuser) 75 Einwohner und Vacetín (10 Häuser) 23 Einwohner.

## Ortsgliederung
Die Gemeinde Pavlov besteht aus den Ortsteilen Pavlov (Pawlow), Radnice (Radnitz) und Veselí (Wesseln) sowie den Ansiedlungen Lechovice (Lechowitz), Svinov (Schweine), Vacetín (Dwatzetin), Zavadilka (Vierhöfen) und den Einschichten Malá Střítež (Klein Trzitisch), Markrabka (Markrafka), Radnický Mlýn (Radnitzer Mühle) und Střítež (Trzitisch). Grundsiedlungseinheiten sind Lechovice, Pavlov, Radnice, Svinov, Vacetín, Veselí und Zavadilka.
Das Gemeindegebiet gliedert sich in die Katastralbezirke Lechovice u Pavlova, Pavlov u Loštic, Radnice, Svinov u Pavlova, Vacetín, Veselí u Mohelnice und Zavadilka.

## Sehenswürdigkeiten
- Burgstätte Obersko aus der Zeit der Lausitzer Kultur, über dem Třebůvkatal bei Markrabka
- Naturschutzgebiet Rodlen mit außergewöhnlicher Ameisenkolonie, östlich von Lechovice an der Třebůvka
- barockes Sandsteinkreuz an der Kirche, errichtet zum Ende des 18. Jahrhunderts
- Kirche des hl. Cyrill und Method, aus dem Jahre 1918
- Wassermühle Radnický mlýn

## Füchsin Bystrouška
1899 arbeitete der junge Stanislav Lolek in der Střítežer Försterei. Später verarbeitete der Maler seine Jugenderlebnisse in einem Bilderzyklus über die Füchsin Bystrouška. Die Wälder um Veselí und Vacetín sind ebenfalls der Schauplatz von Rudolf Těsnohlídeks Kunstmärchen Liška Bystrouška. Die Füchsin Bystrouška bildete die Grundlage für Leoš Janáčeks Oper Das schlaue Füchslein.